# Better Call Saul (1.ª temporada)
A primeira temporada da série americana Better Call Saul estreou em 8 de fevereiro de 2015. A temporada tem dez episódios e foi transmitida nas segunda-feiras nos Estados Unidos pela AMC, com exceção do episódio piloto, que foi ao ar em um domingo. A temporada se passa em 2002, seis anos antes dos eventos de Breaking Bad, e apresenta Bob Odenkirk interpretando o advogado "Jimmy" McGill, conhecido em Breaking Bad como Saul Goodman.
O episódio de estreia Uno bateu o recorde de série estreante mais assistida na história da televisão a cabo dos Estados Unidos, sendo assistido por 6,9 milhões de telespectadores.

## Recepção
Better Call Saul recebeu ampla aclamação da crítica, com muitos críticos o considerando como uma sequência digna de Breaking Bad.
No site agregador de críticas Rotten Tomatoes, a primeira temporada tem uma classificação de 97%, com base em 68 avaliações, com uma classificação média de 8.03/10. No Metacritic, a primeira temporada tem uma pontuação média de 78 de 100, com base em 43 críticas.
O sexto episódio da temporada Five-O foi bastante aclamado pela crítica especializada, com muitos elogios para a performance de Jonanthan Banks. O episódio teve três indicações ao Primetime Emmy Award: Melhor Ator Coadjuvante em Série Dramática, pela atuação de Jonathan Banks, Melhor Roteiro para Série Dramática e Melhor Edição Fotográfica com Câmera Única para Série Dramática.
Em sua crítica de estreia de dois episódios, Hank Stuever, editor senior do The Washington Post, deu uma classificação «B +» e escreveu que a série "está em linha com o tom e estilo da série original, agora clássica". Stephen Marche, da revista Esquire destacou os dois primeiros episódios e afirmou que Better Call Saul teve um início ainda melhor do que Breaking Bad.

## Produção

### Filmagem
Como seu antecessor Breaking Bad, Better Call Saul é também é gravado em Albuquerque. As filmagens tiveram início em junho de 2014.

## Episódios
| N.º na série | N.º na temp. | Título                | Dirigido por      | Escrito por                  | Exibição original       | Audiência (milhões) |
| ------------ | ------------ | --------------------- | ----------------- | ---------------------------- | ----------------------- | ------------------- |
| 1            | 1            | "Uno"                 | Vince Gilligan    | Vince Gilligan e Peter Gould | 8 de fevereiro de 2015  | 6,88                |
| 2            | 2            | "Mijo"                | Michelle MacLaren | Peter Gould                  | 9 de fevereiro de 2015  | 3,42                |
| 3            | 3            | "Nacho"               | Terry McDonough   | Thomas Schnauz               | 16 de fevereiro de 2015 | 3,23                |
| 4            | 4            | "Hero"                | Colin Bucksey     | Gennifer Hutchison           | 23 de fevereiro de 2015 | 2,87                |
| 5            | 5            | "Alpine Shepherd Boy" | Nicole Kassell    | Bradley Paul                 | 2 de março de 2015      | 2,71                |
| 6            | 6            | "Five-O"              | Adam Bernstein    | Gordon Smith                 | 9 de março de 2015      | 2,57                |
| 7            | 7            | "Bingo"               | Larysa Kondracki  | Gennifer Hutchison           | 16 de março de 2015     | 2,67                |
| 8            | 8            | "RICO"                | Colin Bucksey     | Gordon Smith                 | 23 de março de 2015     | 2,87                |
| 9            | 9            | "Pimento"             | Thomas Schnauz    | Thomas Schnauz               | 30 de março de 2015     | 2,38                |
| 10           | 10           | "Marco"               | Peter Gould       | Peter Gould                  | 6 de abril de 2015      | 2,53                |